# En Marea
En Marea (en français : « À marée ») est une force politique espagnole active uniquement en Galice, formée comme coalition en 2015 et devenue un parti en 2016.
Lors des élections générales de 2015 puis des élections galiciennes de 2016, elle devient la deuxième force politique de la communauté autonome, devançant le Parti socialiste.
En 2019, à l'approche des élections générales d'avril, l'alliance est rompue et le parti perd l'ensemble de sa représentation aux Cortes Generales. Ayant échoué à la conserver au Parlement de Galice lors des élections de 2020, il se met en sommeil quelques semaines plus tard.

## Historique
La coalition remporte 25,01 % des voix en décembre 2015, s'imposant alors comme la deuxième force politique galicienne, derrière le Parti populaire, mais devant le Parti des socialistes de Galice-PSOE. Elle décroche six sièges au Congrès des députés et deux au Sénat.
Lors des élections anticipées du 26 juin 2016, la coalition recule avec 22,18 % des voix et perd un siège dans chacune des deux chambres.
Le 30 juillet suivant, la coalition se transforme en parti politique lors d'une assemblée générale à Vigo, dans la perspective des élections au Parlement galicien du 25 septembre suivant.
Au printemps 2019, Podemos, la Gauche unie et Equo se retirent d'En Marea et forment une nouvelle coalition appelée En Común-Unidas Podemos pour se présenter aux élections générales d'avril 2019. De son côté, Anova reprend également son indépendance mais renonce à se présenter au scrutin.
Ce qu'il reste d'En Marea participe aux élections mais ne totalise que 1,08 % des voix.
En mai 2019, En Marea se présente aux élections européennes au sein d'« Engagement pour l'Europe » avec notamment Compromís, la Coalition Caballas, Nouvelles Canaries, Més per Mallorca, l'Union aragonaisiste et la Coalition pour Melilla. La liste obtient 1,32 % des voix et aucun siège
Lors des élections au Parlement galicien du 12 juillet 2020, En Marea se présente au sein de la coalition Marea Galeguista qui ne réunit que 0,22 % des voix. Le 26 septembre 2020, le parti décide de mettre en œuvre toutes les dispositions nécessaires à sa dissolution, sans la prononcer formellement afin de continuer à soutenir les mouvements locaux se réclamant de son espace idéologique, et cesse toute activité politique.

## Résultats électoraux

### Parlement de Galice
| Année | Chef de file       | Voix              | %                 | #                 | Sièges  | Gouvernement        |
| ----- | ------------------ | ----------------- | ----------------- | ----------------- | ------- | ------------------- |
| 2016  | Luís Villares (es) | 273 523           | 19,07             | 2e                | 14 / 75 | Opposition          |
| 2020  | Pancho Casal (es)  | Marée galléguiste | Marée galléguiste | Marée galléguiste | 0 / 75  | Extra-parlementaire |

### Cortes Generales
| Année   | Chef de file | Congrès des députés | Congrès des députés | Congrès des députés | Congrès des députés | Sénat  | Gouvernement                                 |
| Année   | Chef de file | Voix                | %                   | #                   | Sièges              | Sénat  | Gouvernement                                 |
| ------- | ------------ | ------------------- | ------------------- | ------------------- | ------------------- | ------ | -------------------------------------------- |
| 2015    | Collectif    | 410 698             | 25,01               | 2e                  | 6 / 23              | 2 / 16 | Opposition                                   |
| 2016    | Collectif    | 347 542             | 22,18 ()            | 3e ()               | 5 / 23              | 1 / 16 | Opposition (2016-2018) ; soutien (2018-2019) |
| 04/2019 | Ana Seijas   | 17 899              | 1,09 ()             | 7e ()               | 0 / 23              | 0 / 16 | Extra-parlementaire                          |

### Sources
- (es) Cet article est partiellement ou en totalité issu de l’article de Wikipédia en espagnol intitulé « En Marea » (voir la liste des auteurs).